# Internacional Femenil Poza Rica 2012
L'Internacional Femenil Poza Rica 2012 è stato un torneo di tennis facente parte della categoria ITF Women's Circuit nell'ambito dell'ITF Women's Circuit 2012. Il torneo si è giocato a Poza Rica in Messico dal 12 al 18 marzo 2012 su campi in cemento e aveva un montepremi di $25,000.

## Vincitori

### Singolare
Jaroslava Švedova ha battuto in finale  Mónica Puig con il punteggio di 6–1, 6–2

### Doppio
Maria Elena Camerin /  Marija Korytceva hanno battuto in finale  Jana Čepelová /  Lenka Wienerová con il punteggio di 5–7, 6–2, [10-3]